# Acrescentamento (heráldica)
Em heráldica, um acrescentamento é uma modificação de um brasão de armas, que geralmente é dada por um monarca, quer como um mero sinal de favor, ou uma recompensa ou reconhecimento de alguns atos de benemérito. As concessões de um novo brasão por monarcas como uma recompensa não são aumentos, e (em teoria) um aumento erroneamente dado a alguém que não teve direito a um brasão seria ineficaz. 

## Exemplos

A Tomás Howard, 2.º Duque de Norfolk foi-lhe dado um aumento (mostrado à direita) para comemorar a Batalha de Flodden Field.
Aumento de Tomás Howard, uma versão modificada do Brasão de armas da Escócia com uma flecha que atravessa pela boca do leão.
A Arthur Wellesley foi-lhe dado o aumento da Bandeira do Reino Unido sob a forma de escudo.

O Imperador Carlos V da Alemanha, que também era rei de Espanha, concedeu a Juan Sebastián Elcano, o comandante sobrevivente da circum-navegação de Fernão de Magalhães, um aumento de armas constituído por um globo e as palavras Primus circumdedisti me (em latim: "Tu circundaste-me primeiro").